# The Marías
The Marías è un gruppo musicale statunitense formatosi a Los Angeles nel 2016 e costituito dai musicisti María Zardoya, Josh Conway, Jesse Perlman ed Edward James.

## Storia del gruppo
Il nome della band deriva da quello della sua frontwoman, María Zardoya, nata in Porto Rico e cresciuta ad Atlanta, in Georgia. Lei e Josh Conway, futuro batterista del gruppo, si sono incontrati per la prima volta nel 2016 durante uno show a Kibitz Room, un bar di Los Angeles, in California. Hanno iniziato a scrivere quasi subito dopo essersi incontrati e, successivamente, hanno cominciato anche a frequentarsi. Successivamente, il tastierista Edward James e il chitarrista Jesse Perlman sono stati reclutati a completamento della formazione del gruppo.
Al gruppo è stata offerta l'opportunità di creare canzoni per la televisione, il che li ha aiutati a capire l'estetica visiva e sonora che stavano ricercando come insieme musicale, ma quando l'offerta non si è concretizzata, hanno deciso di utilizzare le loro registrazioni per realizzare un EP, Superclean Vol. I (2017). La seconda parte del progetto, appunto Superclean Vol. II, è stata messa in commercio l'anno seguente.
In seguito alla firma di un contratto discografico con l'Atlantic Records, nel 2021 risale la pubblicazione dell'album in studio di debutto Cinema, candidato per un premio Grammy Award come miglior album ingegnerizzato, non classico nell'ambito dell'edizione 2022. Sempre nel 2022 hanno inciso Otro atardecer, tratto dall'album Un verano sin ti di Bad Bunny, collaborazione con cui hanno esordito nella Billboard Hot 100 al 49º posto registrando dunque il loro primo successo commerciale. Cinema viene promosso attraverso una tournée musicale in Nord America ed Europa, incluse le date di supporto al Love and Power Tour di Halsey.
Dopo averci lavorato per oltre un anno, nel maggio 2024 il gruppo ha fatto ritorno sulle scene musicali col secondo album di inediti, intitolato Submarine; anticipato dai singoli Run Your Mouth e Lejos de ti, il progetto è riuscito a raggiungere la 17ª posizione nella Billboard 200. Dal giugno 2024 The Marías sono impegnati in tour mondiale per promuovere il disco, il Submarine World Tour. Nell'autunno dello stesso il gruppo è stato scelto da Billie Eilish come artista d'apertura per otto concerti della tappa nordamericana del suo Hit Me Hard and Soft: the Tour.
Back to Me, inedito presentato per la prima volta durante un concerto a Vancouver nel 2024, è stato concepito come prosieguo dell'album Submarine e pubblicato come singolo nell'aprile 2025. Hanno ricevuto due candidature agli MTV Video Music Awards nel mese di agosto, una per il miglior artista esordiente e l'altra per il miglior video alternative con Back to Me.

## Stile musicale e influenze
The Marías sono noti per interpretare brani sia in inglese che in spagnolo, arricchendo la loro musica con percussioni jazz, riff di chitarra e assoli di fiati.
María Zardoya ha dichiarato che le sue influenze includono la scomparsa cantante Selena, oltre a Norah Jones, Sade, Nina Simone, Billie Holiday, Carla Morrison, Julieta Venegas, Erykah Badu e il regista spagnolo Pedro Almodóvar, mentre Conway ha dichiaro di trarre ispirazione da Tame Impala, Radiohead, D'Angelo e The Strokes.
Zardoya ha affermato che, nonostante Conway non fosse familiare con le sue radici spagnole, la band è stata comunque aperta a sperimentare nuovi stili musicali, portando alla realizzazione di diversi brani in spagnolo nelle loro pubblicazioni.

## Formazione
- María Zardoya – voce
- Josh Conway – percussioni
- Jesse Perlman – chitarra
- Edward James – tastiera

## Discografia

### Album in studio
- 2021 – Cinema
- 2024 – Submarine

### EP
- 2017 – Superclean, Vol. I
- 2018 – Superclean, Vol. II

### Singoli
Come artista principale
- 2018 – Cariño
- 2018 – Drip (con i Triathalon)
- 2019 – ...Baby One More Time (cover di Britney Spears)
- 2019 – Out for the Night (live)
- 2020 – Hold It Together/Jupiter
- 2020 – Exit Music for a Film
- 2020 – Care for You/Bop It Up!
- 2020 – We're the Lucky Ones
- 2021 – Hush
- 2021 – Un millón
- 2021 – Little by Little
- 2021 – In or In-Between (remix) (con Claud feat. Jesse)
- 2024 – Run Your Mouth
- 2024 – Lejos de ti
- 2024 – No One Noticed
- 2025 – Back to Me

Come artista ospite
- 2023 – Si me voy (Cuco feat. The Marías)
- 2023 – Separate Ways (Eyedress feat. the Marías)
- 2023 – A Room Up in the Sky (Eyedress feat. the Marías)

## Tournée
- 2022 – Cinema Tour
- 2024/25 – Submarine World Tour

### Artista d'apertura
- 2022 – Love and Power Tour di Halsey
- 2024 – Hit Me Hard and Soft: the Tour di Billie Eilish